# Perilau de Macedònia
|  | Per a altres significats, vegeu «Perilau». |

Perilau (en llatí Perilaus, en grec antic Περίλαος) era un príncep de Macedònia, fill d'Antípater, el més jove dels seus fills, i germà de Cassandre de Macedònia.
Cassandre li va confiar diversos comandaments, però aviat va deixar de ser mencionat. En parla Plutarc.